# Piante sciafile
Le piante sciafile (dal greco σκιά "ombra" e ϕίλος "amico") sono quelle che si avvantaggiano di un'esposizione ombreggiata e necessitano perciò di un'illuminazione senza luce solare diretta. Hanno generalmente lembi fogliari assai grandi, traspirano con notevole intensità e quindi hanno bisogno di molta acqua. Sono praticamente l'opposto delle eliofile.
Sono sciafile le piante che vivono nelle foreste europee, nelle foreste tropicali, nel sottobosco, ecc. 
Esempi di piante sciafile sono: le ortensie (Hydrangea spp.), l'acetosella dei boschi (Oxalis acetosella), le camelie (Camellia spp.), l'asperula (Asperula odorata), l'astranzia (Astrantia major), la campanula (Campanula latifolia e Campanula trachelium), il sanguinello (Cornus sanguinea), il ligustro (Ligustrum vulgare), Lunaria rediviva, Lysimachia nummularia, Lysimachia punctata, Luzula albida, la frangola (Rhamnus frangula), la sassifraga (Saxifraga umbrosa), il viburno (Viburnum lantana) e molte felci, il sambuco nero Sambucus nigra, l'agrifoglio Ilex aquifolium, ecc...
In alcuni casi (faggio, leccio) la pianta è sciafila nelle prime fasi dello sviluppo, e diventa eliofila successivamente, come strategia di riproduzione. 
Le piante sciafile facoltative sono tipiche dei climi temperati, hanno un tipo di fotosintesi detta C3 per cui la saturazione luminosa si verifica a 20.000-30.000 lux 
Esempi di pianate sciafile facoltative sono il frumento l'orzo e trifoglio 